# Dickens Peak
Der Dickens Peak ist ein Berg im Zentrum der Thurston-Insel vor der Eights-Küste des westantarktischen Ellsworthlands. In den Walker Mountains ragt er 2,5 km nordnordwestlich des Smith Peak auf.
Das Advisory Committee on Antarctic Names benannte ihn 2003 nach J. D. Dickens, Mitglied der Flugzeugbesatzungen der Ostgruppe der von der United States Navy durchgeführten Operation Highjump (1946–1947).